# Stara Warka
Stara Warka – wieś sołecka w Polsce położona w województwie mazowieckim, w powiecie grójeckim, w gminie Warka. Wieś sadownicza położona ok. 3 km na północny wschód od Warki. 

## Historia
We wsi znaleziono stanowisko archeologiczne z epoki żelaza (około 700 lat p.n.e. do VI wieku n.e.). Przez tereny Polski przechodził rzymski szlak bursztynowy. Jedna z jego odnóg szła wzdłuż Pilicy i Wisły do Gdańska. 
Wczesne średniowiecze (VI–XII w. n.e.), na przełomie V i VI w. rozpoczyna się wielka wędrówka Słowian na południowy zachód. Z tego okresu stanowisko archeologiczne we wsi. 
Stara Warka była grodem wczesnopiastowskim. Z dawnego grodziska pozostał na skarpie między głębokimi jarami – wał długości 30 m, szerokości 8 m i wysokości 2 m. Gród położony był na wyniosłym brzegu, stromo opadającym do Pilicy.
W 1231 roku książę Konrad I mazowiecki przebywał ze swym dworem w Starej Warce, która wtedy stanowiła większy ośrodek książęcy. W roku 1255, za panowania Siemowita I, w grodzie w Starej Warce osadzeni zostali dominikanie, którym oddano znajdującą się na zamku kaplicę i zapewne zarząd utworzonej może wtedy parafii.
Konrad II (1297) jest wymieniany jako dobroczyńca klasztoru dominikanów w Starej Warce (który stał przy grodzie lub w nim), nadając im uposażenie, tzn. młyn na Pilicy z sadzawką i kawałem roli, jezioro na Winiarach, z łąkami nad Pilicą i plac na którym stal pierwotny klasztor, tudzież prawo rybołówstwa i pastwiska (nadania wymieniane są w późniejszych dokumentach Trojdena).
Dominikanie przy klasztorze zorganizowali swoją szkołę. Była to placówka typu łacińskiego 
o najniższym stopniu nauczania tzw. tryvium przygotowujące do stanu duchownego. Uczono w niej czytania, pisania i śpiewu kościelnego.
Prawdopodobnie za Trojdena w roku 1321 nastąpiło przeniesienie klasztoru (zapewne i grodu) do pomyślnie rozwijającego się targowiska w Warce.
W XV w. przy parafiach funkcjonowały szkoły, których wychowankowie po ukończeniu wyższego stopnia w kolegiach podejmowali naukę w Akademii Krakowskiej. L. Nawrocki podaje, że do 1525 roku kształcił się w Krakowie 1 scholar pochodzący ze Starej Warki. 
W roku 1540 wieś Stara Warka miała powierzchnię 11 i 1/3 łana kmiecego (340 lub 544 morgi) i była we władaniu, razem z wsią Piaseczno, Jakuba Leśniowolskiego. Leżała w powiecie wareckim w ziemi czerskiej i należała do parafii w Warce.
Wieś królewska położona była w drugiej połowie XVI wieku w powiecie wareckim ziemi czerskiej województwa mazowieckiego. 
Stara Warka w roku 1660 wchodziła w skład wareckiego starostwa niegrodowego, które składało się z miasta Warki, wsi Piaseczno i Starej Warki. W tym czasie posesorem (posiadaczem) był Kadłubski, wojski ziemi czerskiej. Stara Warka miała włók 26 z których 3 były włókami wójtowskimi. Po wojnie ze Szwedami aż 18,5 włóki było pustych, a zasianych tylko 4,5, na których gospodarowało 10 kmieci. Powierzchnię folwarku trudno było określić, ponieważ woda Pilicy często zabierała grunt. W folwarku uprawiano żyto. Dziesięcinę ze wsi przekazywano do parafii w Ostrołęce, a z powierzchni wójtostwa należała do plebanii wareckiej.
W roku 1771 wareckie starostwo niegrodowe było dzierżawione przez Mariannę z Zielińskich
Pułaską, która płaciła 665 złp i 18 gr oraz hiberna w wysokości 2337 złp i 27 gr.
W roku 1827 według spisu w Starej Warce było 40 domów i 279 mieszkańców. Folwark w Starej Warce należał do dóbr królewskich (po III rozbiorze własność cara). W roku 1828 car Mikołaj I przekazał część dóbr królewskich, w tym folwark Stara Warka, Skarbowi Królestwa Polskiego. W 1882 majątek Stara Warka nabył Andrzej Szczuka.
W 1886 r. Stara Warka składała się z wsi i folwarku, tworząc Dobra Stara Warka. Należała do gminy Konary, parafii w Warce, we wsi była szkoła początkowa, wiatrak i było w niej 408 mieszkańców. Dobra Stara Warka składały się z folwarku Stara Warka (367 mórg) i Kalina (282 mórg), razem 649 mórg – stosowano 13-polowy płodozmian. We wsi były 52 osady włościańskie o pow. 411 mórg.
W latach 1975–1998 miejscowość administracyjnie należała do województwa radomskiego.